# Congobalsemien
De Congobalsemien (Impatiens niamniamensis) is een 30-90 cm (soms tot 2 m) hoge, rechtopstaande kruidachtige plant met glazig-vlezige stengels. De bladeren zijn afwisselend geplaatst, langgesteeld, eirond tot elliptisch, 5-22 x 3-9 cm breed, gekarteld en aan beide einden toegespitst.
De bloemen groeien met één tot acht stuks bijeen aan korte bloemstelen in de bladoksels. Ze zijn meestal van voren naar achteren groen, geel en rood. Zelden zijn ze geheel rood of van voren wit. Ze zijn 1,5-3 cm lang. Ze bestaan uit twee, zeer kleine, zijdelingse kelkbladen en een onderste kelkblad dat zakvormig verwijd, gespoord en groter dan de rest van de bloem is. Ook zijn er drie lichtgroene, circa 1 cm grote kroonslippen, waarvan de bovenste opgericht en kapvormig is en de twee onderste omlaaggericht en tweelobbig zijn. Eigenlijk zijn de twee onderste kroonslippen opgebouwd uit twee vergroeide kroonbladeren. De meeldraden zijn tot een korte, omlaaggekromde, gele buis vergroeid. De bloemen worden bestoven door vogels. De vruchten zijn groen, spoelvormig, circa 1,5 cm lang en 0,5 cm dik. De rijpe vruchten springen bij aanraking met kracht open.
De Congobalsemien is afkomstig uit tropisch Afrika. Hij wordt daar veel gekweekt in tuinen op vochtige, schaduwrijke plekken.
... · 
I. balfourii (Tweekleurig springzaad) · 
I. balsamina · 
I. glandulifera (Reuzenbalsemien) · 
I. hawkeri (Nieuw-Guinea-impatiens) · 
I. namchabarwensis · 
I. niamniamensis (Congobalsemien) · 
I. noli-tangere (Groot springzaad) · 
I. capensis (Oranje springzaad) · 
I. parviflora (Klein springzaad) · 
I. walleriana (Vlijtig liesje) · 
...